# Prosternazione

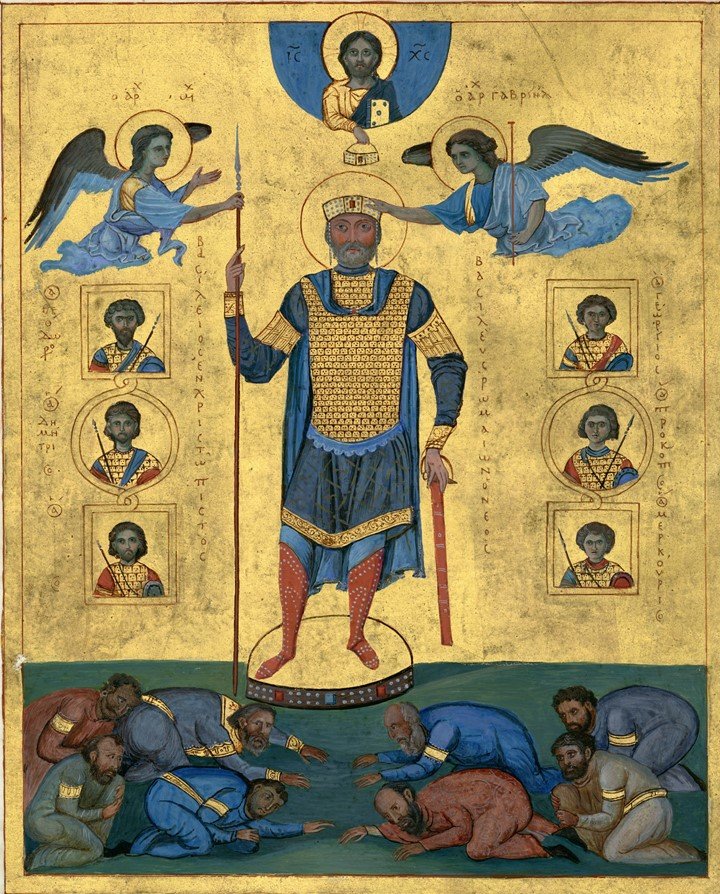
L'imperatore bizantino Basilio II il Bulgaroctono incoronato dagli angeli mandati da Dio e riverito dai suoi sudditi con la prosternazione

La prosternazione è un gesto rituale che consiste nel piegarsi o gettarsi a terra di fronte ad uno o più soggetti, o anche di fronte a un'icona, un simbolo o una rappresentazione di un soggetto, di un potere, o di un'entità, anche divina o soprannaturale.
Il gesto può assumere diversi significati, spesso collegati oppure 
sovrapposti, potendo significare sottomissione, umiltà, adorazione o supplica nei confronti di un destinatario, o dei destinatari, anche soprannaturali, a cui il prosternato riconosce un rango divino, un rango superiore o un potere nei propri confronti;

## Prosternazione nell'antica Persia
Nell'antica Persia la prosternazione era obbligatoria, al cospetto del Gran Re, quale atto di sottomissione. Il rituale, ben noto da fonti iconografiche, è attestato storicamente in autori come Erodoto, e si accompagnava con il saluto poi definito in greco, προσκύνησις (proskýnesis), ed anche adottato nella società ellenica, ma solamente rivolto agli dei.

## Prosternazione nei rituali religiosi

### Le sujūd nella preghiera islamica
La prosternazione - sotto il nome di sujūd (in arabo ﺳﺠﻮﺩ‎?) - fa parte integrante della preghiera islamica.
Viene effettuata, dopo che l'orante si sia orientato verso la qibla, tra l'iʿtidāl  e la cosiddetta julūs o quʿūd e verrà compiuta ancora una volta dopo quest'ultima.